# ガウディ (小惑星)
ガウディ (10185 Gaudi) は小惑星帯に位置する小惑星。ベルギーの天文学者エリック・ヴァルター・エルストがヨーロッパ南天天文台で発見した。
スペインの建築家アントニ・ガウディに因んで命名された。